# Nintendo 64
Nintendo 64 (ニンテンドウ64?) es la cuarta videoconsola de sobremesa producida por Nintendo, desarrollada para suceder a la Super Nintendo. Fue la primera consola concebida para dar el salto del 2D al 3D. Compitió en el mercado de la quinta generación con Saturn de Sega y PlayStation de Sony; esta última, creada a partir de diseños descartados previamente por Nintendo.
Incorporó en su arquitectura un procesador principal de 64 bits. El soporte de almacenamiento de los juegos era en forma de cartuchos, la mayoría de ellos con memoria interna. El uso de este tipo de almacenamiento le supuso una seria desventaja comercial frente a sus competidores, ya que encarecía los costes de producción lo que aumentaba el precio final y además era de una capacidad de almacenamiento menor al de un CD-ROM.
Técnicamente, la utilización de cartuchos ofreció algunas ventajas frente al formato CD-ROM, siendo esta la idea que mantenía Nintendo frente a la competencia. El cartucho tuvo tiempos de acceso al sistema mucho más cortos, haciendo posible la inclusión de coprocesadores y otros chips dentro del cartucho y técnicas como streaming en tiempo real para mejorar las capacidades de los juegos, logrando ampliar su vida útil; y en un principio parecía que podría ser más económico por no pagar derechos ("regalías" o "royalties") por uso del formato CD-ROM, ni una unidad lectora para el mismo que sería además mucho más delicada que una ranura o slot para cartuchos. Sin embargo, la escasa capacidad del cartucho en comparación con el CD-ROM supuso la ausencia casi total de cinemáticas pregrabadas, una merma en la calidad del sonido y una falta de espacio para recursos como texturas y número de escenarios.
Nintendo 64 incluyó en sus mandos unos botones dispuestos en cruz diseñados especialmente para que el usuario tomara el control de aspectos propios de juegos basados en entornos tridimensionales (el control de la perspectiva de juego o cámaras, por ejemplo), los cuales fueron utilizados por primera vez por el juego Super Mario 64. También incluyó un stick analógico, el cual permite diferentes grados de movimiento. Fue pionero en incluir una función de vibración gracias al periférico Rumble Pak.
Fue descontinuada el 30 de abril de 2002 y sus últimos títulos fueron Tony Hawk's Pro Skater 3 en América y Mario Party 3 en Europa y Japón. Fue sustituida por Nintendo GameCube el 14 de noviembre de 2001 en América y el 4 de mayo de 2002 en Europa.
Nintendo 64 fue relanzada a través de la Consola Virtual en consolas posteriores como Wii en 2006, Wii U en 2015 y Nintendo Switch en 2021 (no a través de la Consola Virtual, sino a través de su servicio Nintendo Switch Online).
También se anunció por medio de un Nintendo Direct en septiembre de 2021, que varios juegos de Nintendo 64 llegarían al servicio de Nintendo Switch Online por medio de un servicio de expansión en octubre de 2021, además de relanzar su control para jugar más cómodamente sus títulos.

## Historia
En 1988, Nintendo comienza el desarrollo de una unidad lectora de CD para su consola de 16 bits Super Nintendo en acuerdo con Sony. Este proyecto fue cancelado en 1992.

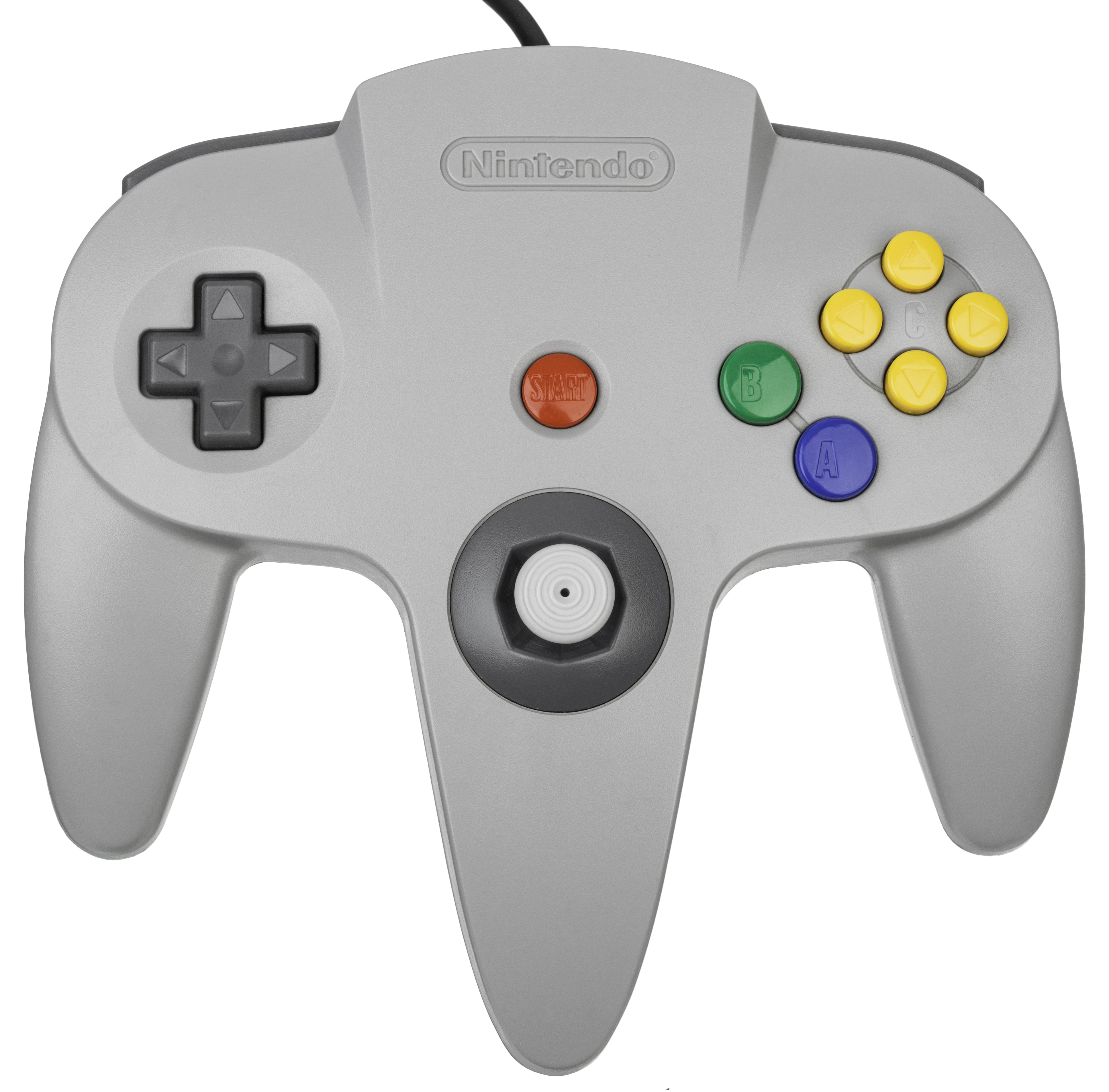
Controlador de Nintendo 64.

El 23 de agosto de 1993, Nintendo realizó una serie de alianzas a la que denomina Dreamteam. En esta alianza realiza un acuerdo estratégico con Silicon Graphics y Rambus Inc. para el hardware; Alias-Wave Front y Multigen para las herramientas de programación; Rare y Williams para el software. Así iniciaron el desarrollo de esta consola a la que denominaron Project Reality. Pronto, muchos desarrolladores de software anuncian estar desarrollando juegos para la nueva consola entre los que destacan los siguientes:
Juegos anunciados:
- Killer Instinct (Rareware, Midway título cancelado); fue lanzado finalmente para SNES. Finalmente se lanzó una versión modificada del juego Killer Instinct 2 con el nombre Killer Instinct Gold.
- Cruis'n USA (Midway)
- Doom 64 (id Software - Williams)
- Pilotwings 64 (Paradigm Simulations - Nintendo)
- "Polygon Fighter" (GTE, cancelado)
- "Red Dead Revolver" (Spectrum Holobyte, cancelado)
- Final Fantasy VII (Square Soft, cancelado, finalmente se lanzó en PlayStation)
- "Robotech Crystal Dreams" (Game Tek, cancelado)
- "Red Baron" (Sierra Online, cancelado)
- "Monster Dunk" (Mindscape, cancelado)

Para junio de 1994 se anuncia el cambio de nombre del proyecto por Ultra 64 y su lanzamiento para antes de Navidad de 1994.
A mediados de 1995, Nintendo retrasa el lanzamiento de la consola para abril de 1996 y cambian el nombre por Nintendo 64, el cual sería el definitivo.
Antes del anuncio del revolucionario chip gráfico Voodoo, los fundadores de la compañía 3Dfx, Ross Smith, Gary Tarolli y Scott Sellers mostraron sus planes de crear un motor gráfico SST-1 para la aceleración 3D a varias compañías.
Los fundadores de 3Dfx habían estado trabajando en SGI durante el período en que se desarrolló el chip 3D de la consola Nintendo 64.
SGI no quería invertir más recursos en la industria del videojuego. Esta decisión causó que también otros diseñadores de chips se fueran y fundasen ArtX, que más tarde fue adquirido por ATI.
Muchas de las capacidades del chip gráfico de Nintendo 64 tuvieron su réplica en las API Glide y OpenGL utilizadas en los videojuegos 3D para PC de ese periodo.
Para finales de 1995, muchos desarrolladores estaban muy descontentos porque los juegos para N64 tenían que ser programados en costosas estaciones de trabajo SGI, elevando el costo de desarrollo de los juegos. También se añadió el que Nintendo les informase de que, con el fin de lanzar juegos a un precio económico, se reduciría el tamaño de los primeros cartuchos de 128 Mb a 64 Mb, con lo que tenían que eliminar muchos elementos de los mismos. Los múltiples retrasos en el lanzamiento de la consola convertía cualquier juego en una inversión de largo plazo y muy arriesgada. Esto llevó a la cancelación de la mayor parte de los juegos planeados inicialmente. El caso más significativo fue el cese de relaciones entre Nintendo y Square Soft, quien terminó lanzando en exclusiva Final Fantasy VII para la consola PlayStation de Sony Computer Entertainment.

### Lanzamiento y periodo de vida útil
- 23 de junio de 1996 en Japón
- 29 de septiembre de 1996 en América
- 1 de marzo de 1997 en Europa

Cabe destacar que en su primera semana de ventas en Japón, Nintendo 64 vendió 500.000 consolas y durante su periodo de vida alrededor de 33.000.000 de consolas.
Nintendo produjo para N64 el sistema de vibración Rumble Pak que era un accesorio externo. Fue puesto a la venta en Japón el 27 de abril de 1997. Mediante un dispositivo añadido insertado en el mando de control se lograba efecto de vibración en los juegos programados para ello. Sony ya había lanzado dos días antes, el 25 de abril de 1997, su primer mando con vibración, el DualAnalog SCPH-1150, y ya en la siguiente generación de consolas, Sega desarrolló un dispositivo de vibración externo casi idéntico al de Nintendo para los mandos de control de Dreamcast. Cabe aclarar que ninguno de estos tres sistemas fue la primera vez que se incorporó vibración en una consola, recayendo este mérito en el periférico Aura Interactor.
También fueron lanzados varios periféricos: un micrófono que permitía jugar un juego con funciones de reconocimiento de voz (precursor del incorporado en Nintendo DS y del micrófono de la Game Cube), un dispositivo de hardware, el Transfer Pak, que permitía leer cartuchos de Game Boy para el intercambio de datos entre ambas consolas (utilizado en el juego Pokémon Stadium), una unidad de disquetes y un cartucho que permitía capturar audio y vídeo a los disquetes... Sin embargo el mayor problema de estos periféricos fue el poco apoyo que tuvieron por parte de las compañías de desarrollo.
En cuanto a los juegos, el más reseñable por su éxito de crítica y público fue Super Mario 64. Desarrollado por Shigeru Miyamoto y lanzado junto con la consola, su sistema de juego sentó bases en mayor parte de los juegos 3D de su estilo. El otro título popular de la consola fue The Legend of Zelda: Ocarina of Time, también de Shigeru Miyamoto, primer juego en obtener una puntuación perfecta en la prestigiosa revista japonesa Famitsu y habitual ganador de premios a "mejor juego de la historia".
En Europa la consola dispuso de cinco juegos de lanzamiento, el sábado 1 de marzo de 1997:
- Super Mario 64
- Wave Race 64
- International Superstar Soccer 64
- Mario Kart 64
- Star Wars: Shadows of the empire

Hacia finales de la vida útil de la consola había pocos lanzamientos, destacando los de Nintendo y Rare. Durante el año 2001 algunos fueron retrasados para ser lanzados en Gamecube: Resident Evil Zero (Capcom), Eternal Darkness (Silicon Knights - Nintendo) y Starfox Adventures (derivado del proyecto Dinosaur Planet de Rare), entre otros.
En agosto de 2002 fue lanzado Tony Hawk's Pro Skater 3 (Activision). Este sería el último juego lanzado oficialmente en formato Nintendo 64, marcando el fin de su periodo de vida, aunque en Europa y Japón había acabado un año antes con Mario Party 3.

## Características
Su diseño cuenta con una parte superior curva, con forma de ola, con los botones Power y Reset, una ranura de cartuchos de carga superior, un puerto para Expansion Pak, (también superior) o para algunos accesorios y los mandos en la parte frontal.
Los comerciales tanto de la consola como de juegos en Estados Unidos de N64 tenían el mensaje de "Get N or get out", que se podría traducir como "Participa o vete". En España, donde el eslogan de la consola fue Entra en juego, la consola salió al mercado con un precio de 34990 pesetas, lo que en euros serían unos 209'99. Su resolución en NTSC es de 240p y en PAL o SECAM es de 288p. Es la última consola en usar en la mayoría de los juegos esta resolución.

## Cartuchos de juego

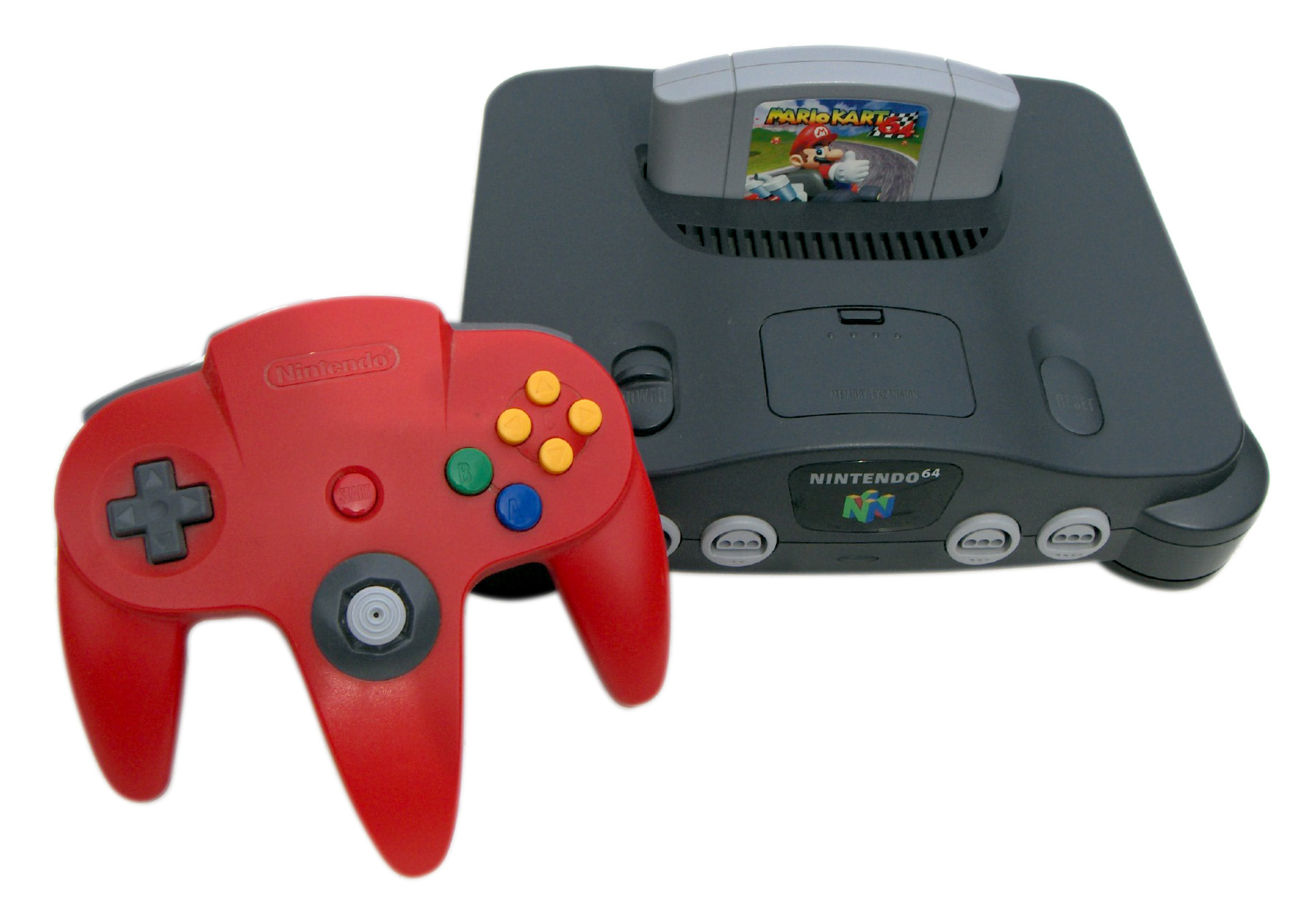
Cartucho de Mario Kart 64 insertado en la consola.

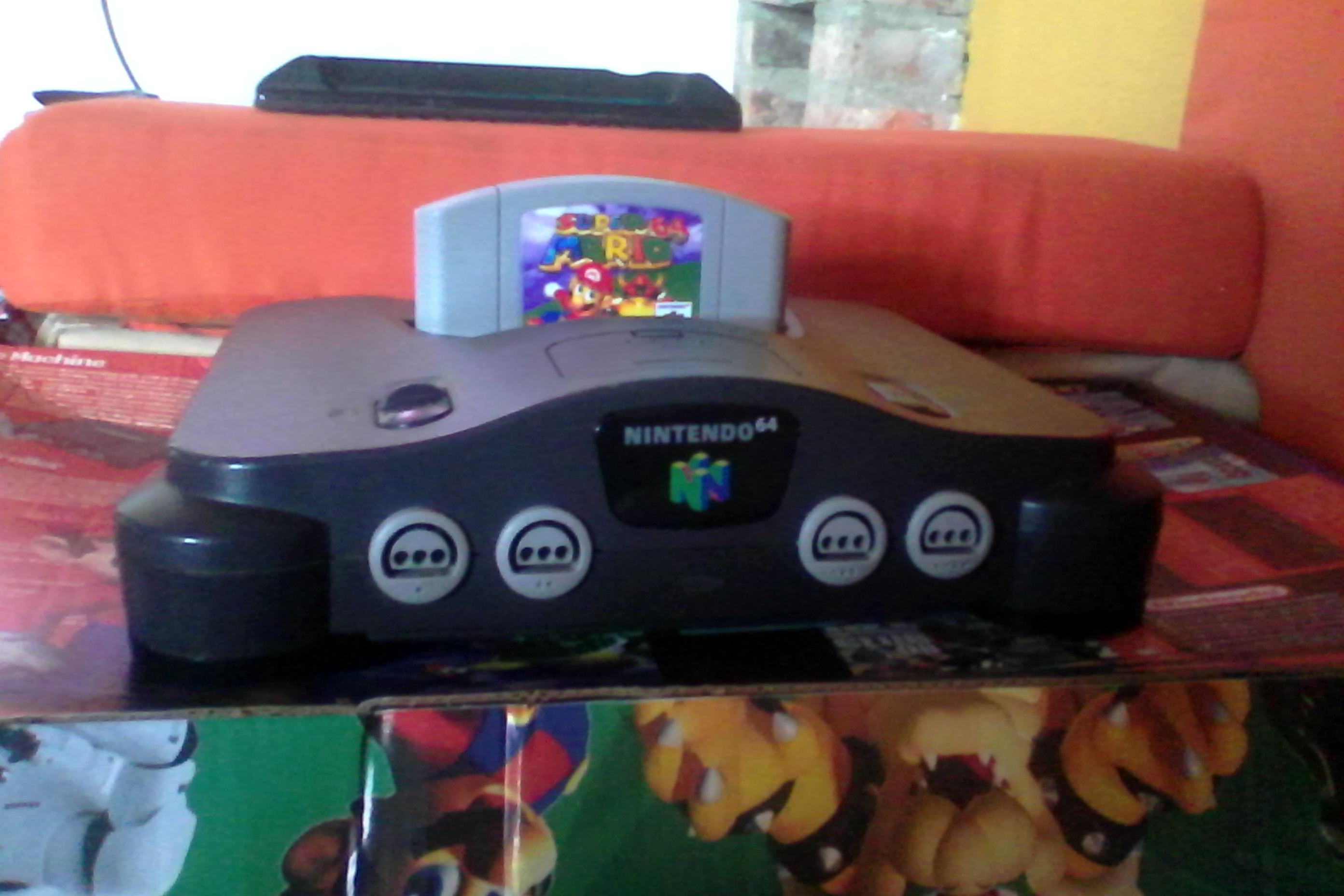
Nintendo 64 con el cartucho de Super Mario 64 insertado en la consola.

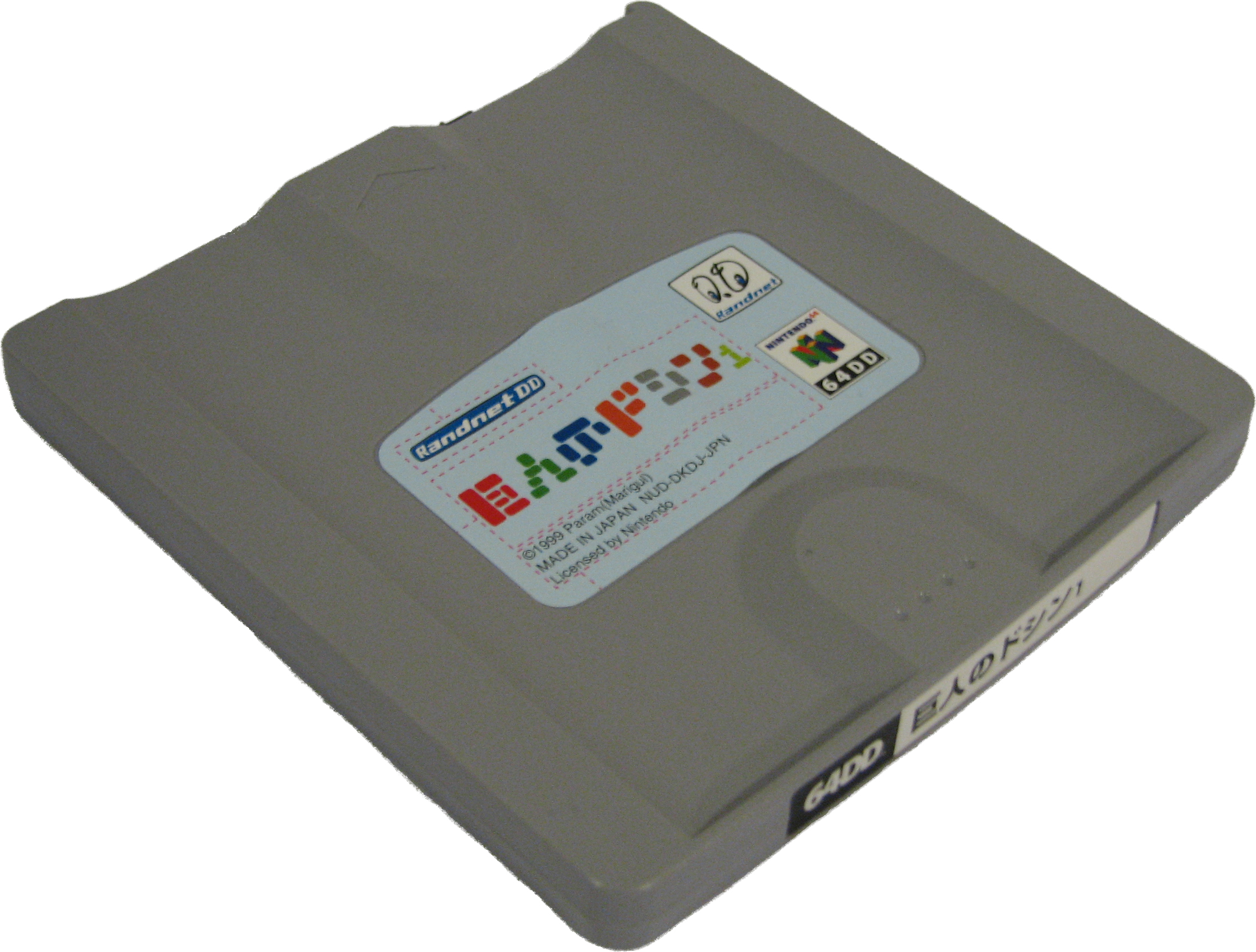
Disco magnético del Nintendo Disk Drive 64.

Los cartuchos tienen una capacidad de hasta 512 Mbit (64 MB) con gran calidad sonora. Sin embargo, eran bastante limitados en comparación con la capacidad de un Compact Disc de 700 MB.
Ventajas:
- Los cartuchos tenían tiempos de acceso a memoria muy rápidos en comparación a los CD, que tenían velocidades de 2x (300 KB/s). Tanto Sega Saturn Como PS1 tienen esta velocidad de su lectura y de datos cabe destacar que esta desventaja se menciona en una revista de Electronic Gaming Monthly que data del año 1997 Esto se puede observar en casos en que juegos de Playstation que tienen pantalla de carga, en la versión N64 no existen, con la excepción de tres títulos: NFL Quarterback Club 2000, "Quake" y "Quake II".

- Eran muy caros, difíciles de encontrar y difíciles de duplicar. Esto hacía casi inexistente la piratería en la N64, lo que provocaba a su vez menos pérdidas para Nintendo, lo que le daba mayores márgenes, más aún con la inserción de chips en estos.

- Como en Super Nintendo con el chip Super FX, los cartuchos permiten añadir chips co-procesadores que se encargaran de funciones dedicadas.

- Debido a las memorias internas de los cartuchos, era posible guardar las partidas dentro del cartucho.

- Es difícil dañar un cartucho. El ser prácticamente a prueba de caídas hizo a la consola más utilizable para niños.

- Los cartuchos podían ser limpiados de maneras más seguras, además de que las formas de limpiarlos no requerían de accesorios. La manera más común y tradicional de limpiar los cartuchos era soplándoles a los contactos electrónicos. Conocer esta práctica forma parte de la cultura general de los jugadores a nivel mundial.

Desventajas:
- Mientras que los cartuchos son más resistentes a daños cotidianos, los CD son más resistentes a los daños que pueda provocar el medio ambiente, como el óxido, descargas eléctricas o congelación.

- Los CD-ROM's, en comparación con los cartuchos, tienen efectos de sonido de gran calidad, cinemáticas y escenas generadas por computadora en tiempo real, gracias al mayor espacio de almacenamiento que estos poseen.

- A la hora de hacerlos funcionar, un cartucho de Nintendo 64 tiene 50 contactos electrónicos que han de hacer contacto con la consola, muchas veces hay que reintentar su inserción por un mal contacto o suciedad en las conexiones, exigen mantenimiento.

- Los cartuchos son de mayor coste de producción.

## Especificaciones técnicas
| tipo                  | nombre | velocidad | imagen |
| --------------------- | --- | --- | ------ |
| CPU                   | Arquitectura MIPS 64-bit RISC CPU R4300i (serie R4000 personalizada), | 93,75 MHz |        |
| CPU                   | tamaño del troquel | 43.0 mm² |        |
| CPU                   | TDP | 1.8W |        |
| CPU                   | datos por segundo | Max throughput 250MB/s |        |
| CPU                   | bus de datos | 32-bit address |        |
| CPU                   | caché | 16K I-cache |        |
| CPU                   | caché | 8K D-cache |        |
| CPU                   | R4000 compatibilidad de software | Windows NT/UNIX |        |
| CPU                   | voltaje | min 3.0V óptimo 3.3V max 3.6V |        |
| CPU                   | pipeline | 10Mhz min / 100MHz max |        |
| GPU                   | RCP: SP (procesador de sonido y gráficos) y DP (procesador de píxeles) incorporados desarrollado por Silicon Graphics | 62,5 MHz. |        |
| GPU                   | Rendimiento: | Con el microcódigo Fast3D oficial de Nintendo y SGi es capaz de manejar las siguientes técnicas de renderizado: - 100.000 polígonos con mapeado de textura - iluminación - corrección de perspectiva - filtrado tri-lineal - anti-aliasing - Z buffer - mapeado del entorno - 60 cuadros por segundo El rendimiento baja a 50.000 si el mapeado era de doble textura. Teóricamente el rendimiento sin filtros de ninguna clase era de 500.000 polígonos con mapeado de textura (con una calidad de imagen similar a PlayStation). |        |
| GPU                   | Color: | color real de imágenes fotográficas (puede mostrar 16 800 000 colores en pantalla) paleta de 32 bits, salida de vídeo en color de 21 bits. |        |
| GPU                   | Resolución: | 256 × 224 ~ 640 × 480 pixeles (SD), modo de desentrelazado sin parpadeo |        |
| Salida de video       | salida propietaria de video analógico "multi out" compatible con Snes y gamecube,con resolución de 320×240, solo admite salida de RCA y S-video, la salida RF y RGB se logran mediante mods o convertidores                                         | salida propietaria de video analógico "multi out" compatible con Snes y gamecube,con resolución de 320×240, solo admite salida de RCA y S-video, la salida RF y RGB se logran mediante mods o convertidores |        |
|                       | Nombre | RDRAM18-NUS 9606PU016 (basados en los uPD488170L de nec) |        |
| Memoria               | tipo | 2 chips RAMBUS D-RAM |        |
| Memoria               | Tamaño | 4,5 Mbyte (Ampliable a 8 Mbytes mediante Expansion Pak) |        |
| Memoria               | velocidad | 250 MHz por chip ( Nintendo los sumo para decir que son 500 MHz) |        |
| Memoria               | velocidad de transmisión: | 4,500 Mbit/sec, máximo frecuencia. |        |
| Memoria               | bus de datos | 9 bits |        |
| Dimensiones:          | Tamaño | ancho 260 mm, fondo 190 mm, alto 73 mm. |        |
| Dimensiones:          | Peso: | 1,1 kg (2,42 lb). |        |
| Conexiones y puertos: | - Puertos para control (4 mandos) - Puerto de expansión de memoria RDRAM EXPANSION PAK (1) - Ranura de cartuchos de juego (1) - Bahía de extensión 50 pines (1) - Salida de Audio vídeo SNS A/V Multiout (1) - Entrada de corriente DC 12V/3.3V (1) | - Puertos para control (4 mandos) - Puerto de expansión de memoria RDRAM EXPANSION PAK (1) - Ranura de cartuchos de juego (1) - Bahía de extensión 50 pines (1) - Salida de Audio vídeo SNS A/V Multiout (1) - Entrada de corriente DC 12V/3.3V (1) |        |

## Versiones
Nintendo 64 no presentó versiones mejoradas substancialmente, aunque sí aparecieron ediciones especiales que presentaban modificaciones en su diseño exterior, siempre destinadas a públicos que gustaban de un estilo infantil, colorido y alegre. Inicialmente, el color de su carcasa era el negro. Más tarde salieron a la venta modelos idénticos al original, pero con la carcasa translúcida y de distintos colores, además de versiones especiales como la N64 Pikachu Edition, que era amarilla y azul (o una muy rara en naranja) y tenía al mencionado personaje de la saga Pokémon en relieve sobre la carcasa. Esta era algo más ancha que la de la consola original y mostraba algunos detalles del diseño exterior ligeramente cambiados (el botón de reinicio y el de encendido, por ejemplo), la versión especial del Mario Pack, con una N64 turquesa transparente, y la versión N64 Gold lanzada con motivo del lanzamiento de The Legend of Zelda: Ocarina of Time.
En Japón se pusieron a la venta numerosas ediciones limitadas de la consola, que utilizaban colores llamativos en la carcasa y generalmente patrocinaba juegos o marcas comerciales. Muchas de estas consolas, sobre todos las de carcasas de colores, tenían mejoras internas en las revisiones de la placa, como mejoras en la calidad de vídeo usando cables RGB respecto a la consola Nintendo 64 original. En España se vendieron junto a la revista Nintendo Acción numerosas pegatinas o stickers para decorar la parte superior de la N64 (con la forma de esta), por ejemplo de The Legend of Zelda: Majora's Mask o Diddy Kong Racing.
Hubo una versión de Nintendo 64 de Donkey Kong 64 en la que la consola y el mando son de color verde, la consola se vendió junto con el juego y el Expansion Pak.
Además de las consolas, existió una gran variedad de colores para los mandos de control. Algunos de ellos son muy codiciados por coleccionistas hoy en día.

## iQue Player
Es una consola Nintendo 64 miniaturizada en un control. Fue vendida en China para combatir la piratería. Solamente se lanzaron 15 juegos y uno cancelado que se podían descargar en un kiosco especial.
Es muy popular en la escena del speedrun debido a que los juegos cuentan con textos más cortos, lo cual es una ventaja para terminar más rápido el juego. Por otro lado, también se cuenta con usar errores de los juegos en sí.

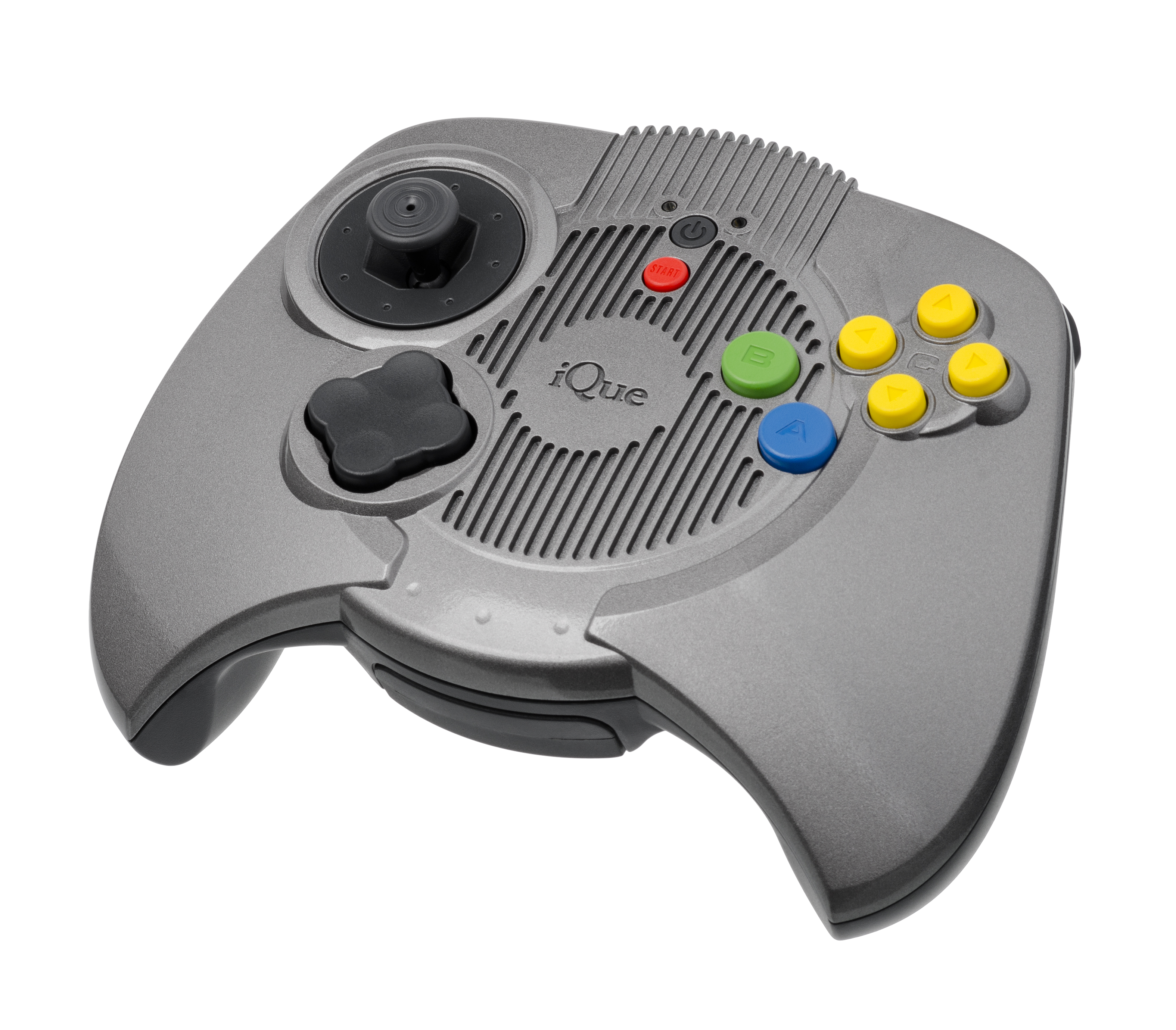
iQue Player.

## Accesorios

### Conectados a la consola
- Jumper Pak: Incluido en la consola, es un jumper o módulo de continuidad, ya que el BUS de memoria RDRAM transfiere datos del módulo 0 al módulo 1 siendo el módulo 0 la memoria interna del sistema y el 1 la bahía del puerto de expansión que requiere la consola Nintendo 64. Este aditamento hace la función de puente cuando no hay memoria instalada en el módulo 1. Es necesario conservar el Jumper Pak para poder jugar a Space Station Silicon Valley sin problemas.

- Expansion Pak: es un módulo de memoria RDRAM de 4MB que incrementa la memoria del sistema a un total de 8MB. Reemplaza al Jumper Pak. Ciertos juegos ofrecen en general una ligera mejoría de gráficos, y una mayor resolución de estos bajo su presencia, como: Donkey Kong 64 o The Legend of Zelda: Majora's Mask requieren este accesorio para funcionar. El Expansion Pak se vendía por separado o junto con algunos juegos.
- Nintendo Disk Drive 64 (solo Japón): permitía leer discos magnéticos especiales de 64MB y conectarse a una línea telefónica para intercambiar datos, descargar juegos y mejorar los gráficos de la consola.

### Conectados a la parte inferior del mando
- Transfer Pak: permite la conexión de cartuchos de Game Boy y de Game Boy Color para intercambiar datos con los juegos de la consola Nintendo 64 (personajes, puntuaciones, juegos bloqueados...). Algunos juegos que hicieron uso de este accesorio fueron Pokémon Stadium, Mario Golf (Nintendo 64), Mario Tennis 64, etc.
- Controller Pak: permite grabar partidas y configuraciones personalizadas. También servía para guardar repeticiones de carreras y partidas de memoria más grandes que el cartucho no puede guardar. Los modelos originales de Nintendo ofrecían una memoria de 256 KB dividida en 123 partes o páginas. Algunos modelos de terceros disponían de más memoria aún.
- Rumble Pak: fue uno de los primeros accesorios, anunciado en el Shoshinkai Show el 22 de noviembre de 1996.[13][14] Sony ya había mostrado su mando con vibración DualAnalog semanas antes, el 1 de noviembre de 1996, en la PlayStation Expo 96-97.[15][16][17] Brinda función de force feedback (vibración) a ciertos juegos, es decir, la capacidad de hacer vibrar el mando de control para aportar viveza y realismo a ciertos sucesos del juego, como golpes o ruidos. Cuanto más fuerte sea lo que aparece en el juego, mayor será la vibración.
- VRU Unit y Micrófono: este periférico, que se conectaba al puerto de control 4, servía para dar órdenes a Pikachu en el juego interactivo "Hey You, Pikachu", en el cual se hablaba directamente a Pikachu y este obedecía las órdenes mediante el reconocimiento de comandos de voz solo en idioma inglés y japonés.

complementos oficiales
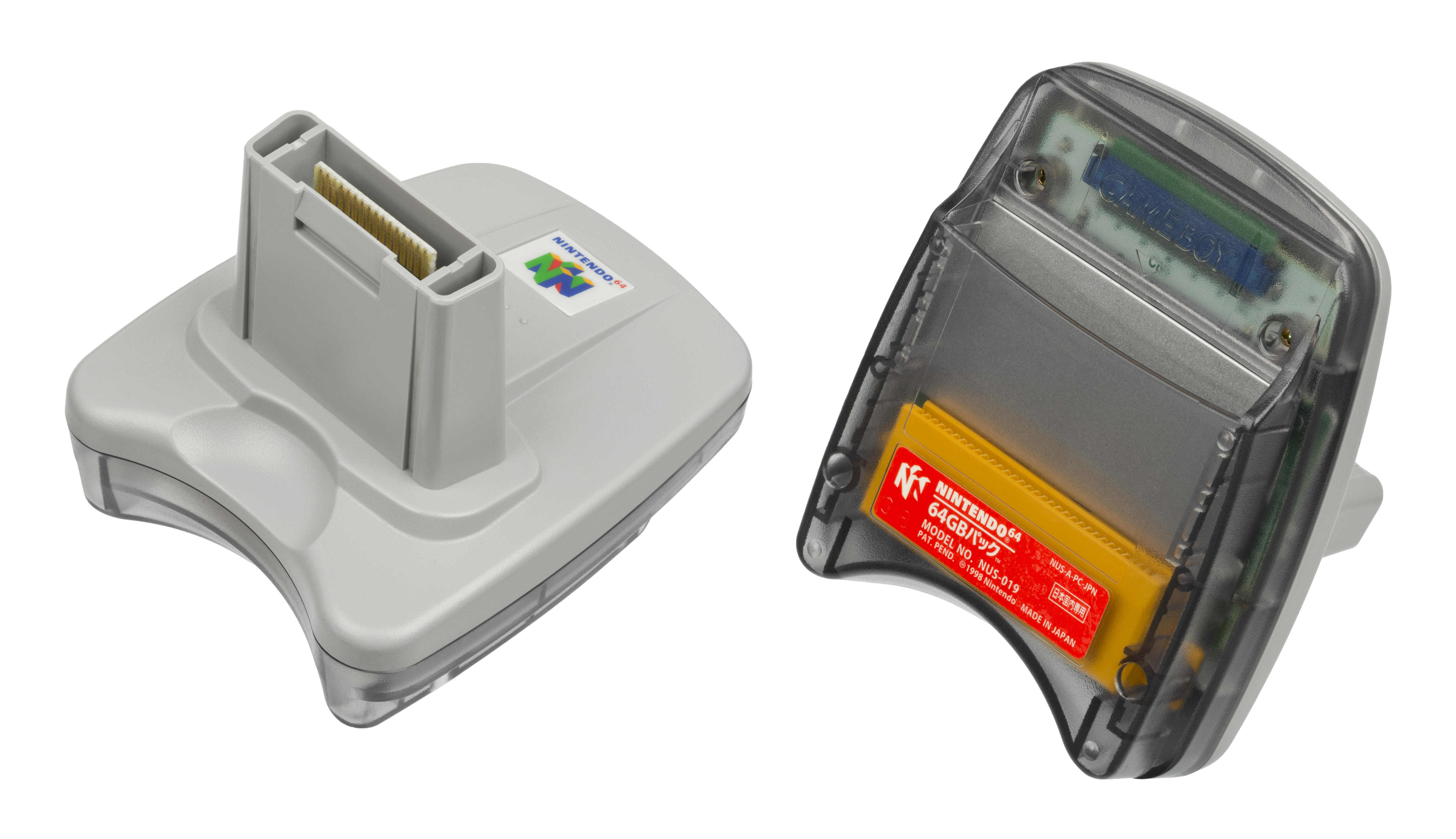
Transfer Pak
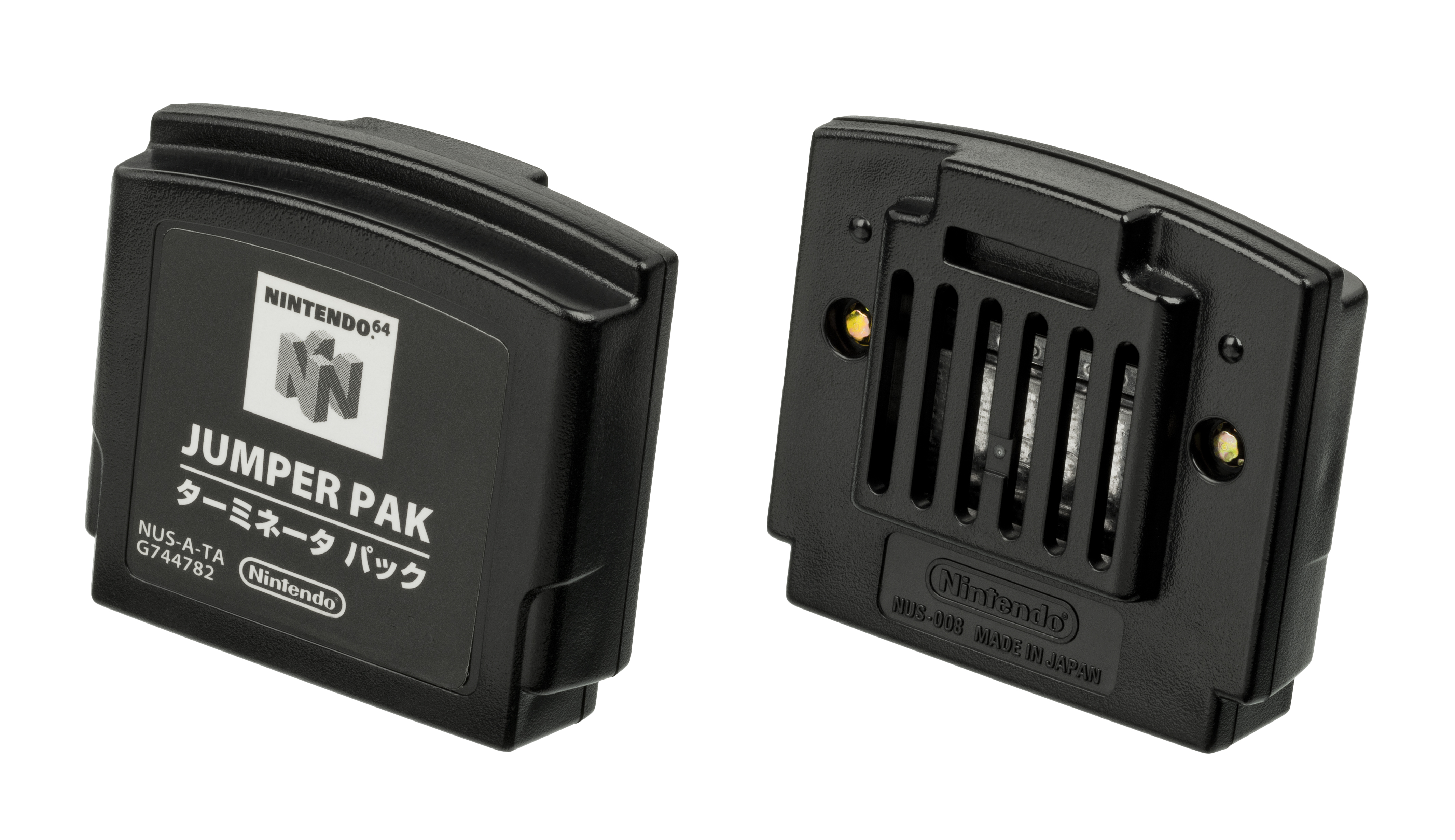
Jumper Pak
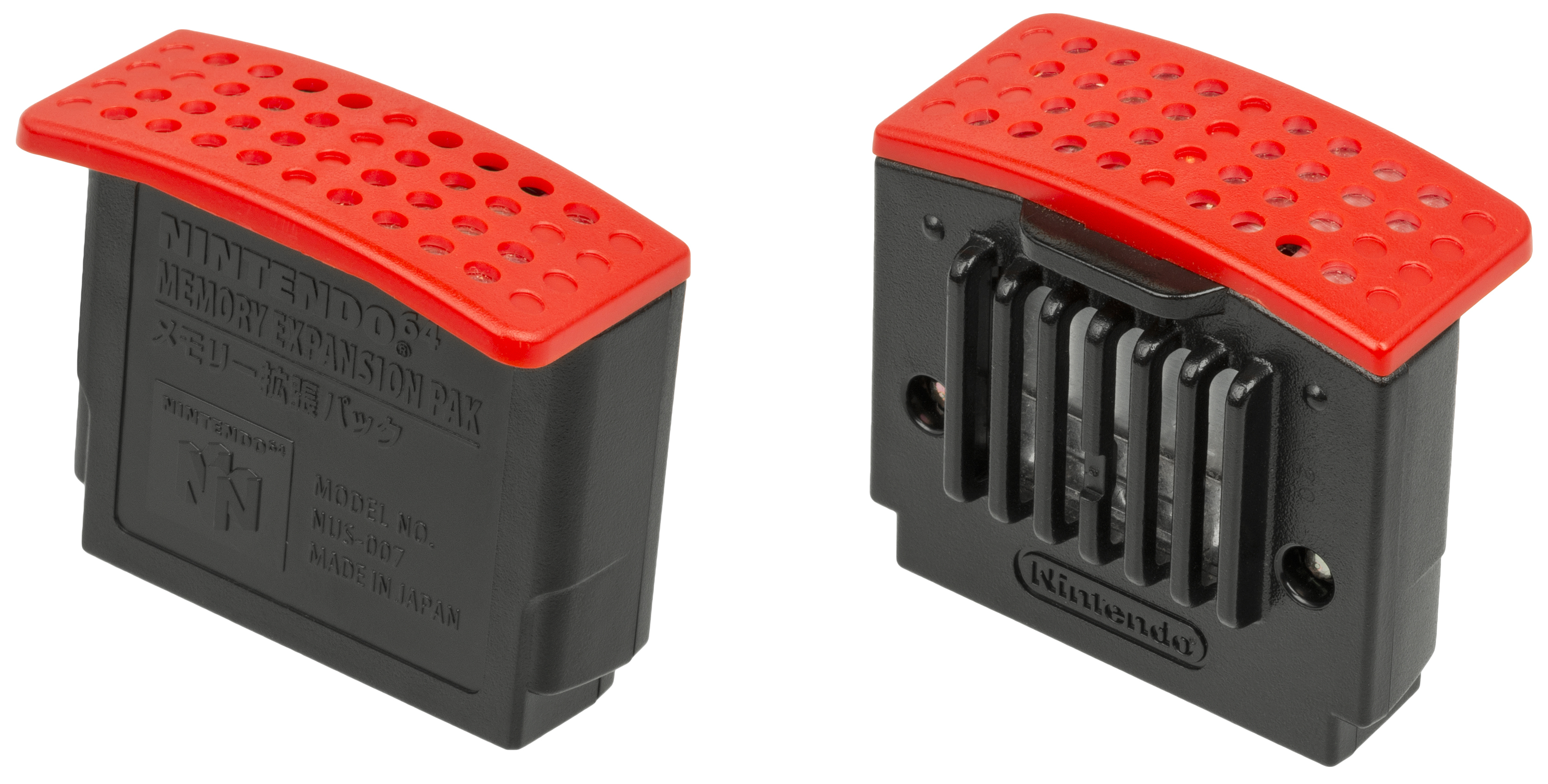
Expansion Pak
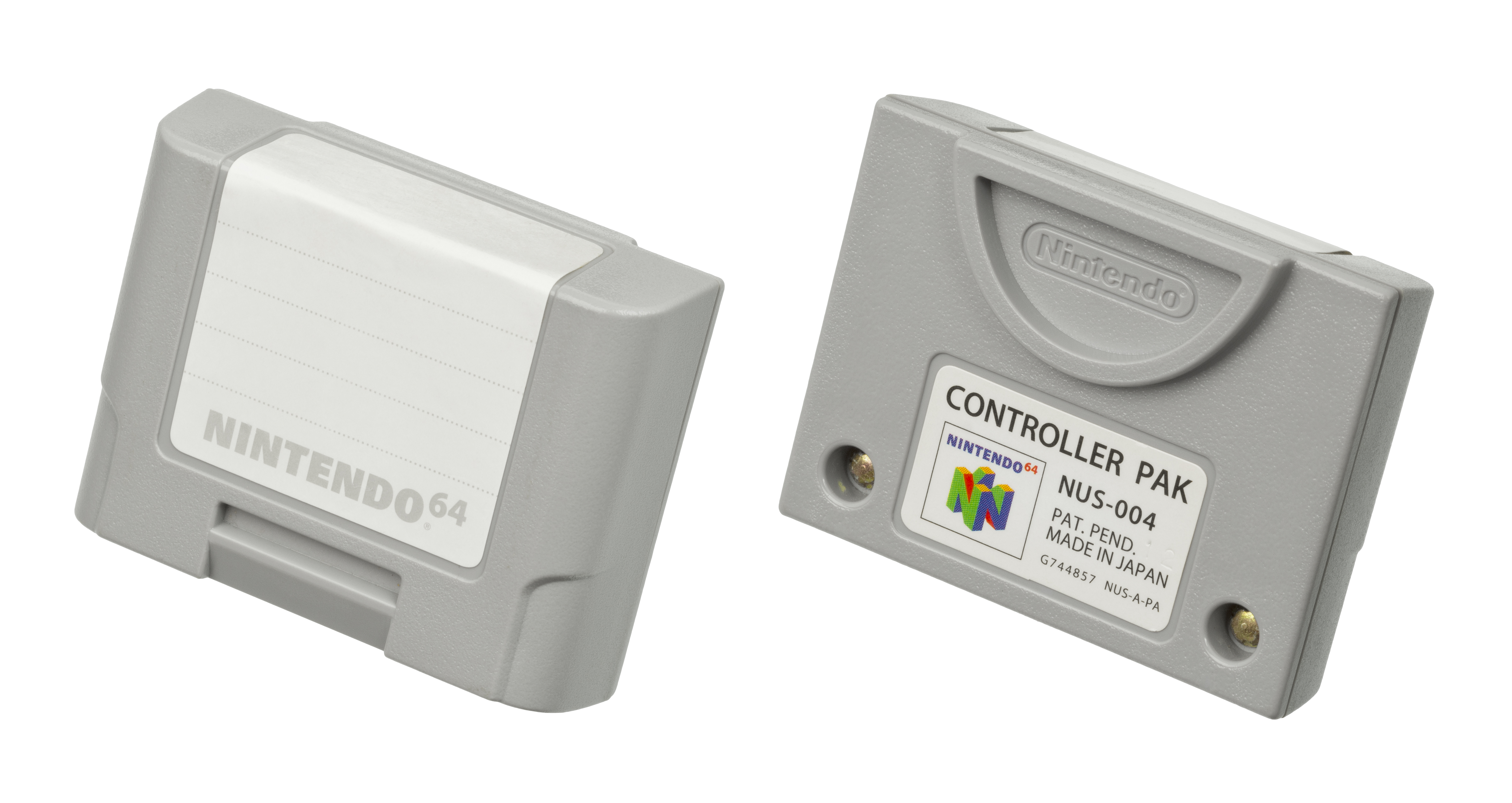
Controller-Pak
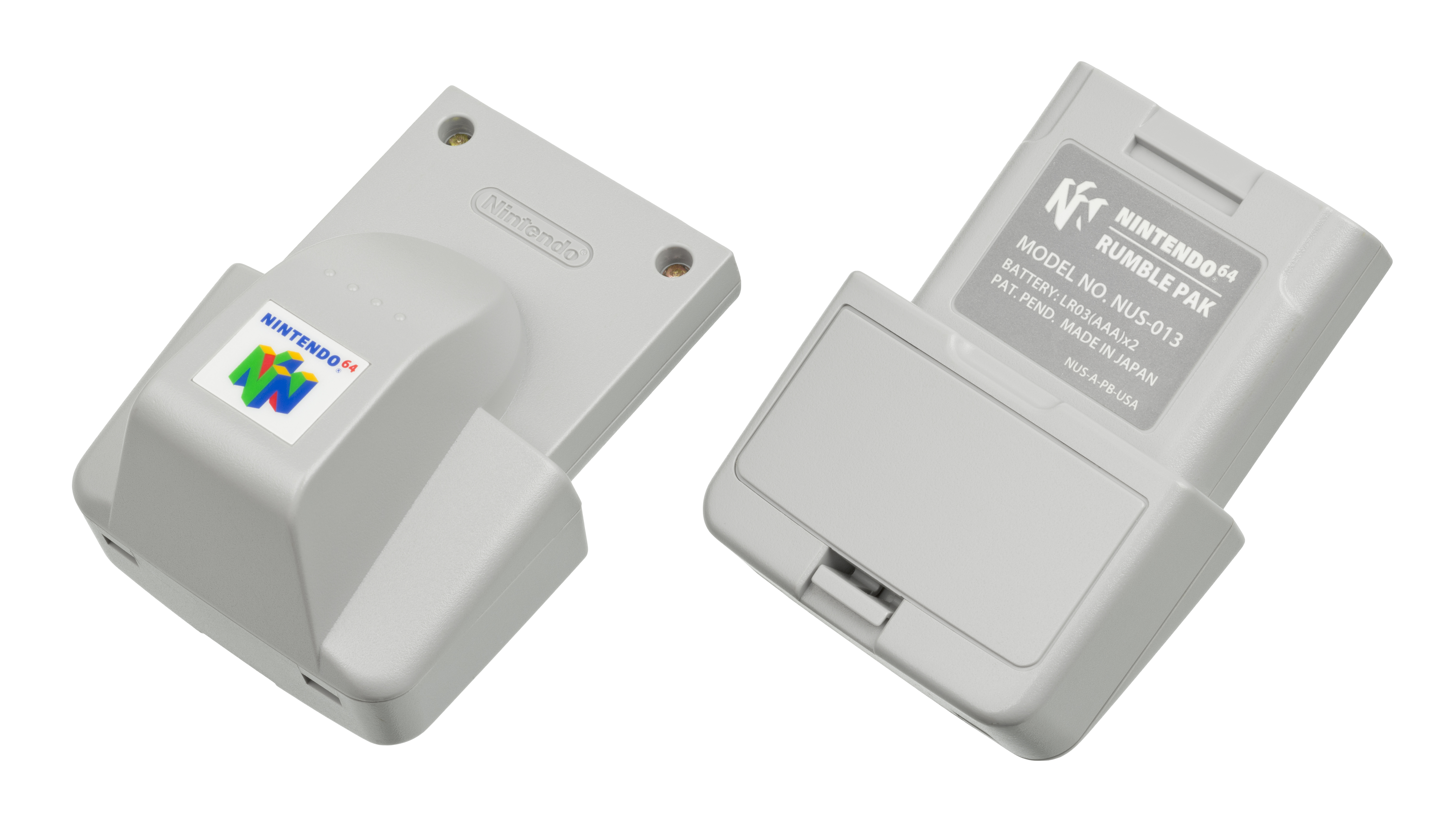
Rumble Pak
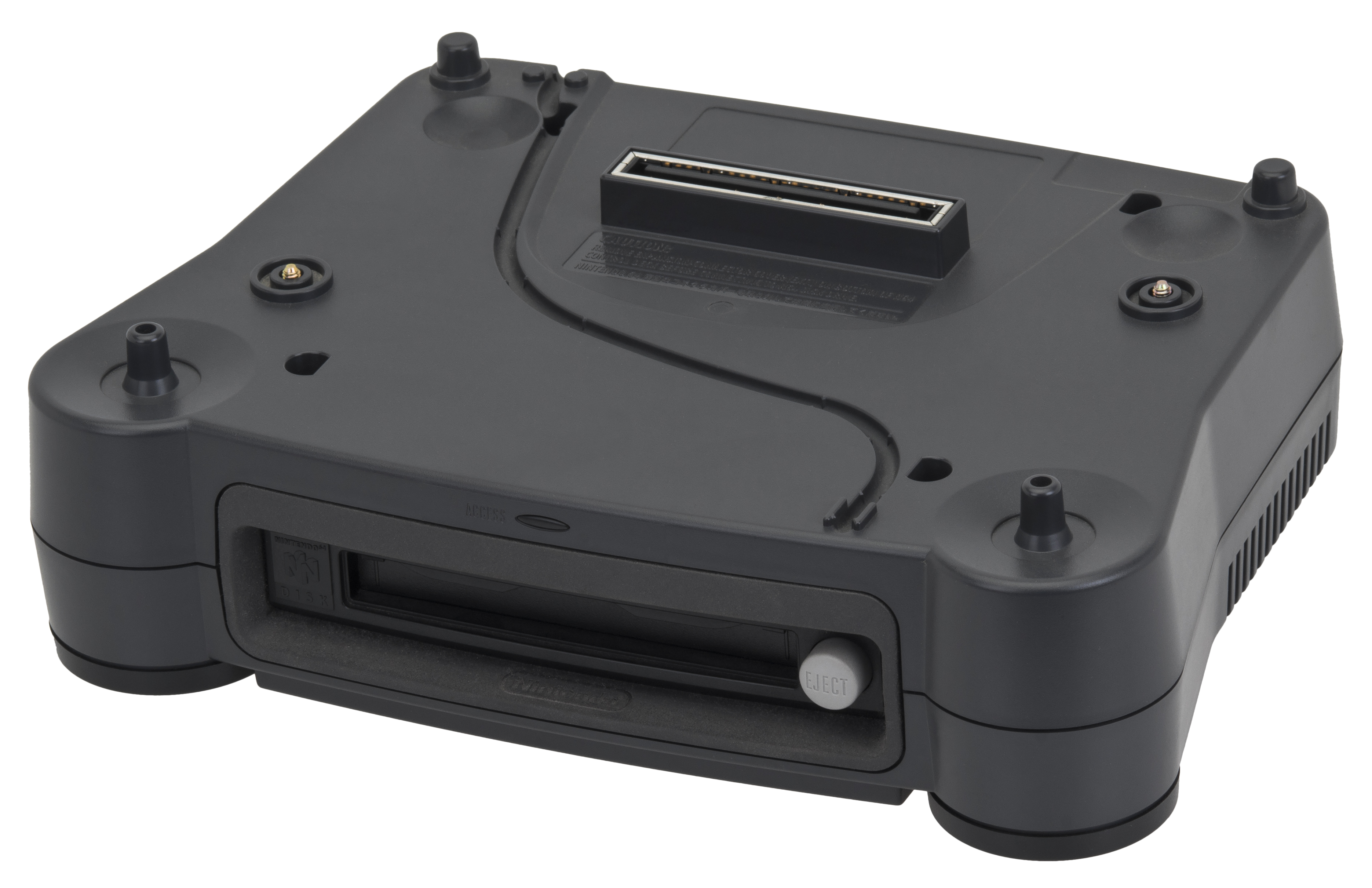
64DD
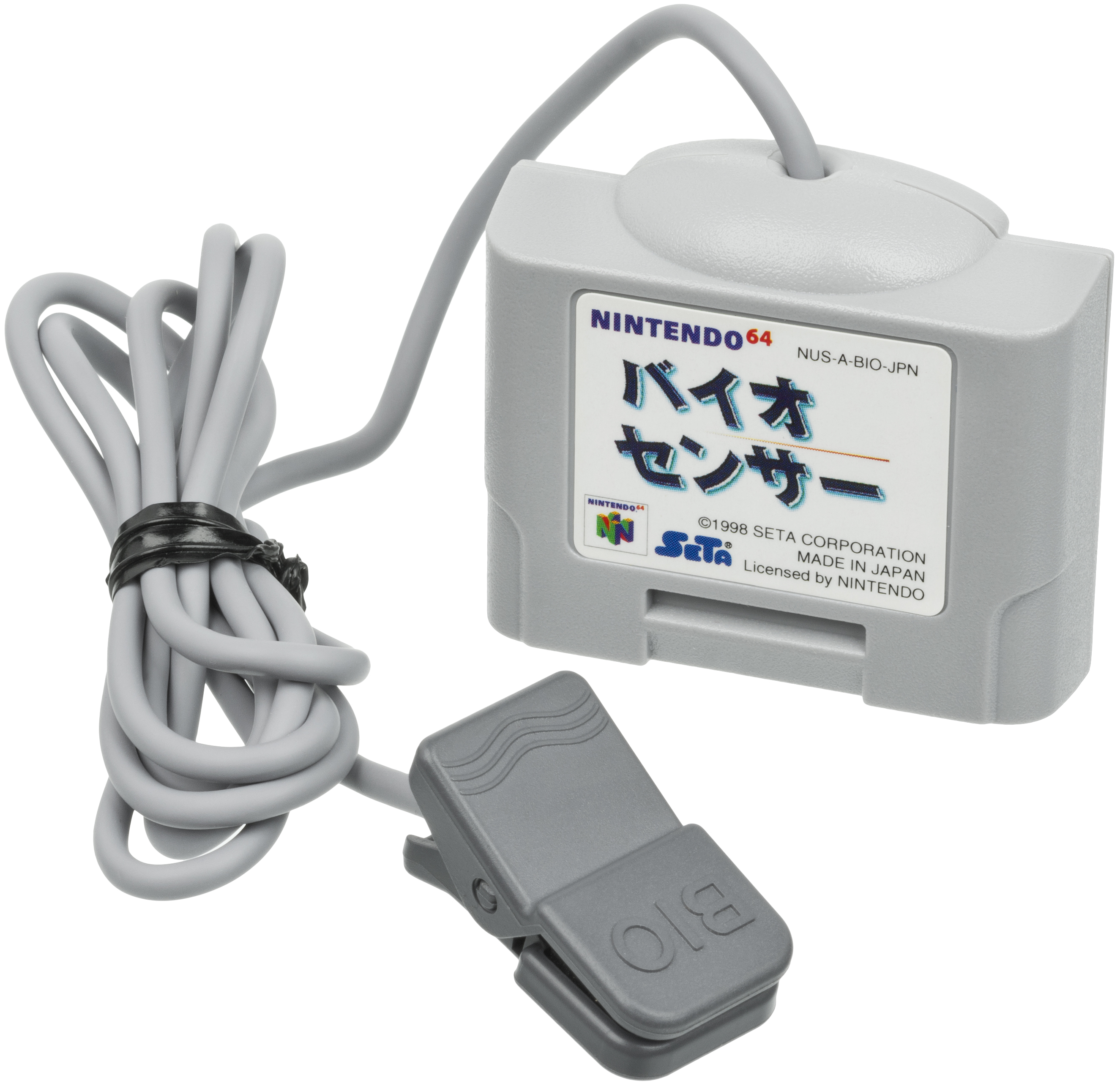
Bio-Sensor
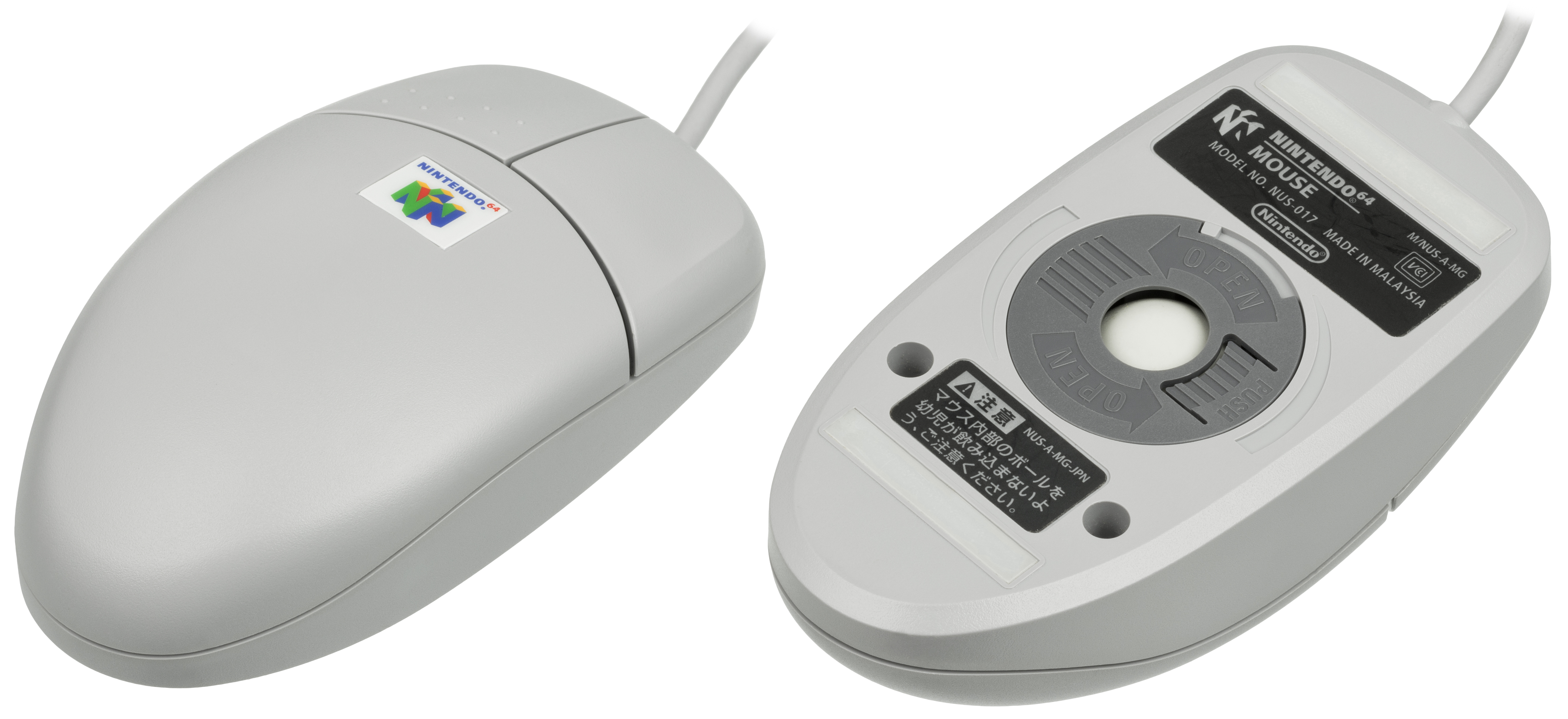
Nintendo-64-Mouse